# Heliga Korsets kyrka
För andra betydelser, se Heliga Korsets kyrka (olika betydelser).
Heliga Korsets kyrka  är en kyrkobyggnad i Kalmar i Växjö stift. Den är  församlingskyrka i Heliga Korsets församling.

## Kyrkobyggnaden
Kyrkan invigdes Pingstdagen 1963 av biskop David Lindquist . Den är byggd i modernistisk arkitektur efter ritningar av arkitekt Rudolf Holmgren. Den byggdes ursprungligen som kapell med krematorium, men 1989 blev den församlingskyrka i den nybildade Heliga Korsets församling. Kyrkorummet  med sina väggytor av öländsk kalksten präglas av  rymd. Koret är beläget i öster och lyses upp av höga fönster i söder. 

## Inventarier
- Altaret  är fristående.
- Det stora korset  på korväggen är utfört av konstnären Erik Sand.
- Mariabilden i Mariakoret är utförd av konstnären  Eva Spångberg.
- Mariabilden längst fram till vänster i själva kyrkorummet är utförd av konstnären Allan Lindholm.

## Orgel
- Orgeln är byggd 1966 av Marcussen & Søn och har tretton stämmor fördelade på två manualer och pedal. Orgeln är mekanisk med ny fasad.

| Manual I          | Manual II      | Pedal      | Koppel |
| Rörflöjt 8'       | Gedackt 8'     | Subbas 16' | I/P    |
| Principal 4'      | Spetsgamba 8'  | Gedackt 8' | II/P   |
| Waldflöjt 2'      | Koppelflöjt 4' |            | II/I   |
| Sesquialtera 2 ch | Principal 2'   |            |        |
| Mixtur 3-4 ch     | Scharf 2 ch    |            |        |
|                   | Krumhorn 8'    |            |        |
|                   | Tremulant      |            |        |

## Bildgalleri

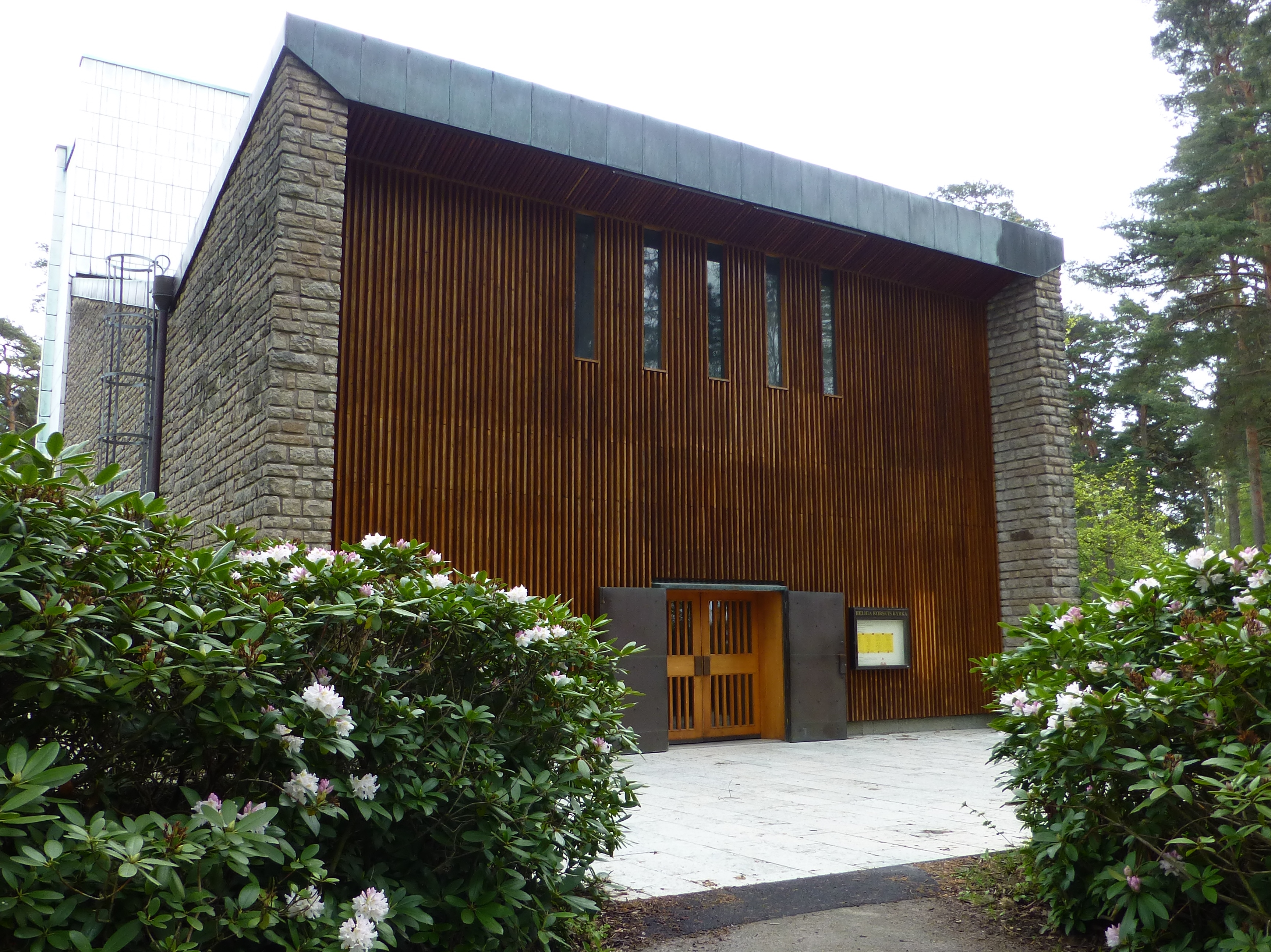
Kyrkan från väster.
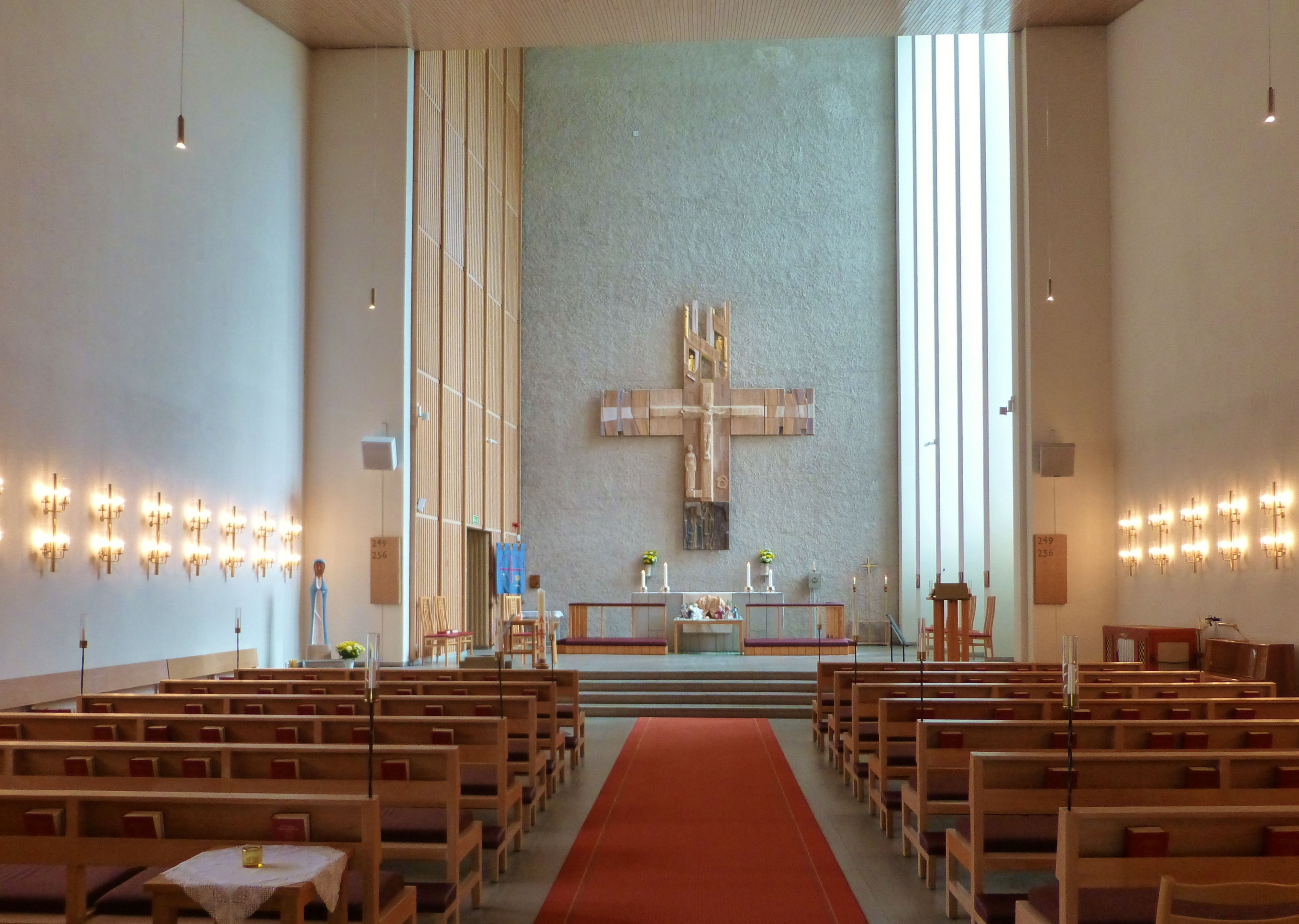
Interiör mot öster.
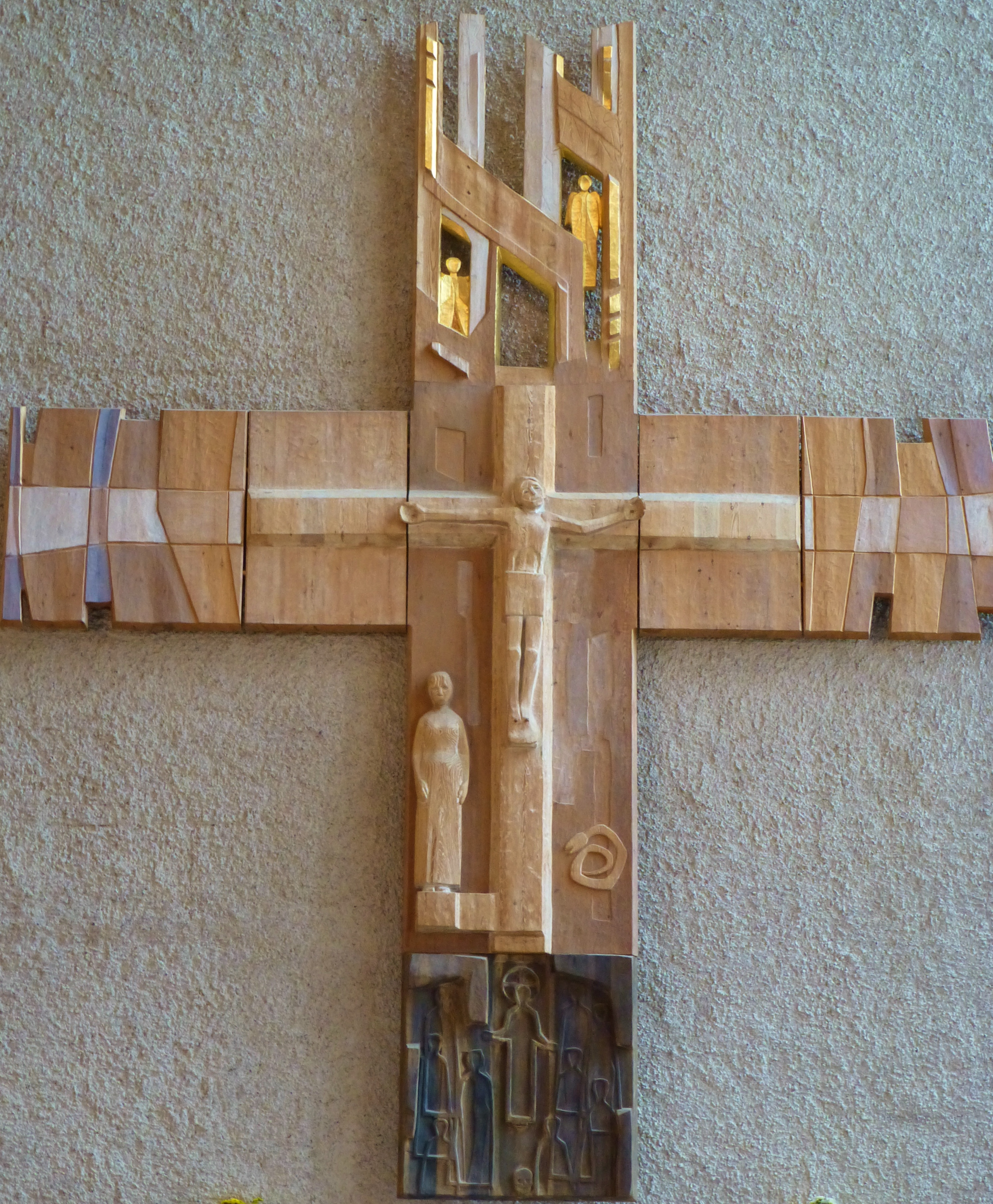
Kors utfört av Erik Sand.
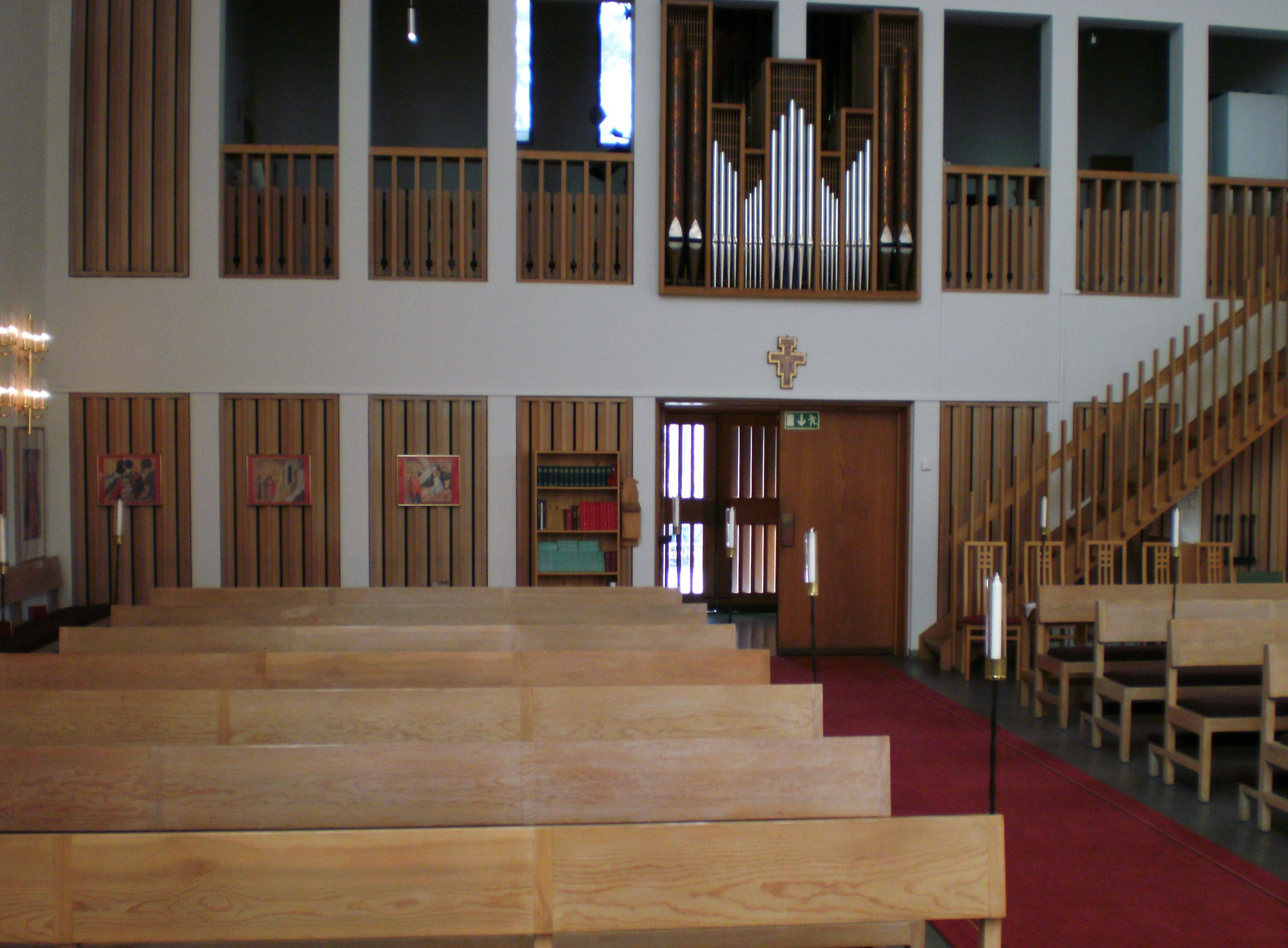
Kyrkorummet mot väster med läktaren och kyrkorgeln.
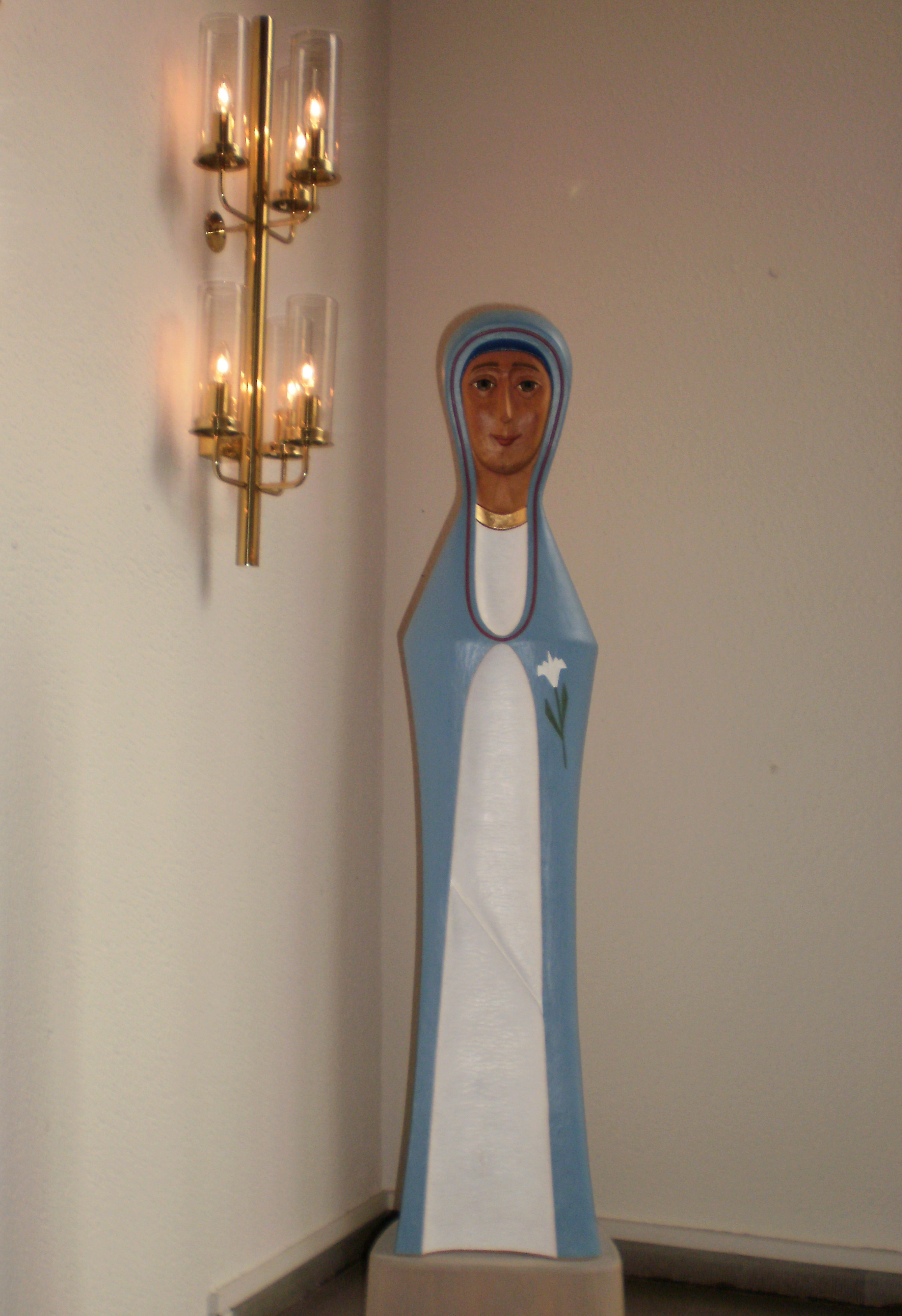
Maria i  ljusblå mantel med en lilja.
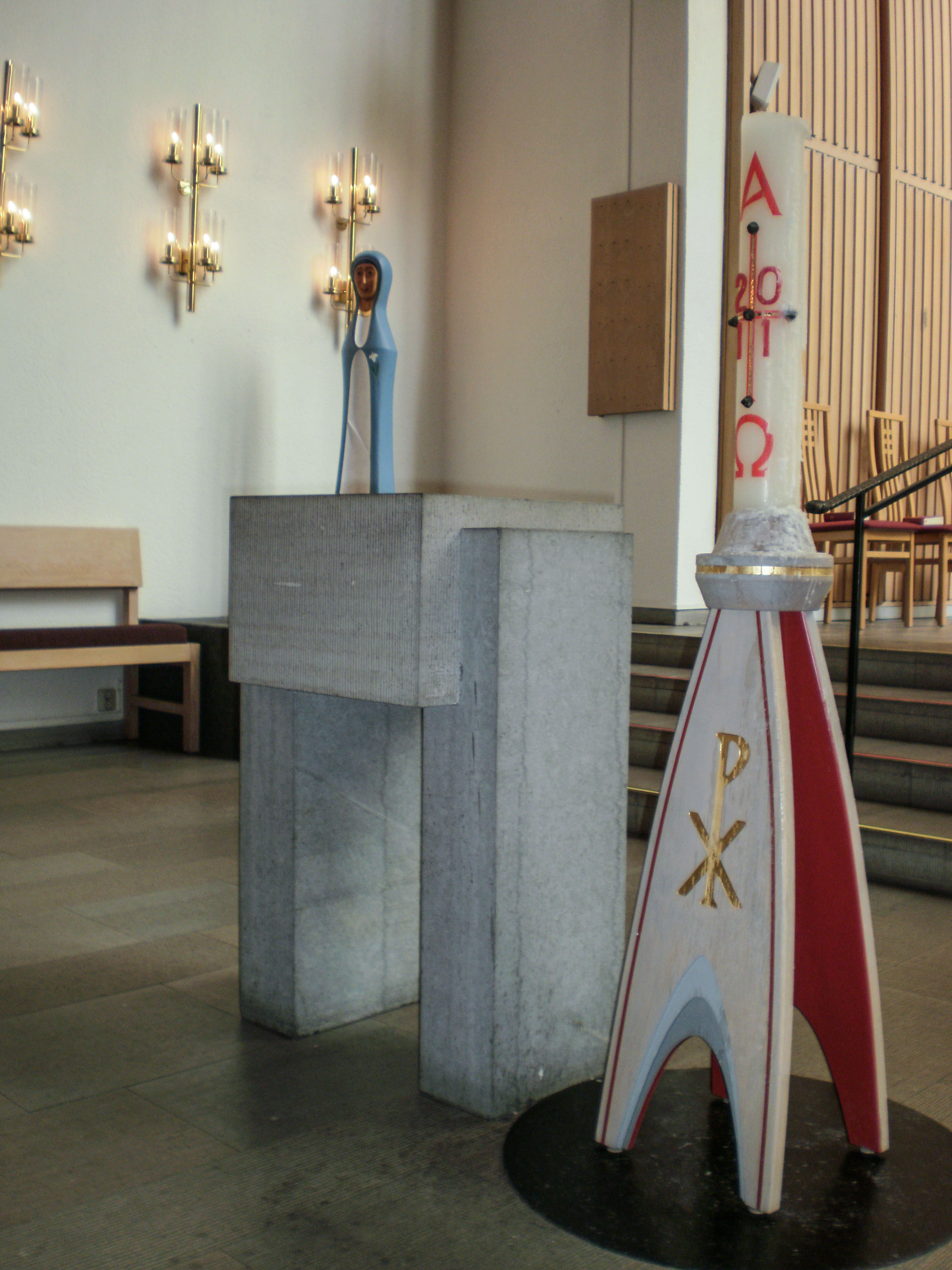
Dopfunten